# Cremsia
Cremsia es un género de foraminífero bentónico considerado un sinónimo posterior de Paratextularia de la subfamilia Pseudopalmulinae, de la familia Semitextulariidae, de la superfamilia Palaeotextularioidea, del suborden Fusulinina y del orden Fusulinida. Su especie tipo era Textularia proboscidea. Su rango cronoestratigráfico abarcaba el Devónico.

## Discusión
Clasificaciones más recientes incluirían Cremsia en la superfamilia Semitextularioidea, del suborden Earlandiina, del orden Earlandiida, de la subclase Afusulinana y de la clase Fusulinata.

## Clasificación
Cremsia incluía a las siguientes especies:
- Cremsia incelebrata †
- Cremsia proboscidea †, aceptado como Paratextularia proboscidea